# Hervé Boullanger
Pour les articles homonymes, voir Boullanger.
Hervé Boullanger, né le 10 avril 1965 à Tours, est un haut fonctionnaire français.
Il est magistrat à la Cour des comptes depuis le 28 mai 2005,.

## Origine et formation
Ancien élève de l'ENA (promotion Schœlcher). Il est le premier en France à recevoir le diplôme d'expertise-comptable par validation des acquis de l'expérience,,

## Parcours professionnel
En 1996, Hervé Boullanger est nommé administrateur civil au ministère de l'économie et des finances. De 1998 à 2002, il est conseiller à la représentation permanente de la France auprès de l'Union européenne à Bruxelles. À son retour de 2002 à 2004, il exercera les fonctions de conseiller technique auprès du  ministre de l'économie, des finances et de l'industrie et auprès du ministre délégué au budget et à la réforme budgétaire puis en 2004-2005, et 2009-2010, de conseiller et directeur adjoint du cabinet du ministre des petites et moyennes entreprises, du commerce, de l'artisanat, des professions libérales et de la consommation.  
Hervé Boullanger a été secrétaire général du conseil supérieur de l'ordre des experts-comptables de 2010 à 2012,.
Depuis 2012, à la Cour des comptes, il réalise pour l'État des missions de conseil,,, d'audit comptable et financier ,,,,,,et d'évaluation des politiques publiques.

## Autres mandats
Hervé Boullanger est commissaires principal de réserve de la marine nationale. Il a été de 2006 à 2017 le rapporteur spécial de la commission des entreprises du patrimoine vivant, de 2005 à 2009, membre de la commission des comptes commerciaux de la nation, de 2008 à 2010, membre du conseil d'administration du Centre de recherche pour l'étude et l'observation des conditions de vie et de l'institut national de la consommation et de 2013 à 2016 membre du jury du certificat d'aptitude, du certificat préparatoire et de l'épreuve d'aptitude aux fonctions de commissaire aux comptes, entre  2013 et 2018, membre du comité de supervision du cadre européen de formation des comptables professionnels et enseignant à l'exécutive master expert conformité de l'université de Paris Dauphine. Il est le créateur en 2018, avec le professeur Alain Bauer, d'un certificat universitaire de lutte contre la fraude et la criminalité financière au Conservatoire national des arts et métiers. Il est membre de la chambre nationale de discipline de l'ordre des experts-comptables et médiateur au centre de médiation et d'arbitrage de Paris.

## Publications
- La lutte contre la criminalité organisée en Europe – (La Revue de la Défense Nationale no 619 Avril 2000) [35];
- La face cachée du transport maritime par conteneurs. (La Revue Maritime no 456. 1. Mai 2000)[36] ;
- La Criminalité économique en Europe, Presses universitaires de France[37] (ISBN 2130518265)[38], collection criminalité internationale 2002
- Justice et affaires intérieures dans l’Union européenne , Documentation Française[39], Collection réflexe Europe 2002
- Les méthodes pour blanchir l'argent sale : comment les reconnaître ? (Revue Francilien no 82, juillet 2013) ;
- Les institutions supérieures de contrôle à l’heure d’une meilleure maîtrise des dépenses publique (revue Géo économie no 67, décembre 2013 et revue audit&contrôle internes no 218 février-mars 2014)[40] ;
- Le rapport de la Cour des comptes d’octobre 2013 : l’évolution des finances locales vers une comptabilité en droits constatés certifiée ? (revue française de comptabilité no 471 – décembre 2013 et revue Gestion & Finances publiques mars-avril 2014, p. 34-38) ;
- L’audit interne dans le secteur public (revue française d’administration publique no 148, 2013, p. 1029-1041)[41] ;
- Les prélèvements fiscaux et sociaux en Allemagne et en France (revue française de comptabilité- no 476 – Mai 2014, p. 32 à 34)
- Comptabilité et démocratie (revue française de comptabilité - n°503 Novembre 2016 p. 36 à 38)[42]
- Le rôle des codes de déontologie et de la prévention des conflits d'intérêt [sic] dans la lutte contre la corruption (revue du financier no 235-236 - Volume 41 - Janvier - Avril 2019)
- Les techniques de médiation au service de l'audit (CMAP)[43]
- La Sagesse du Fonctionnaire (Éditions du 81- juillet 2020)[44],[45],[46],[47],[48]

## Décorations
Hervé Boullanger est chevalier de l'ordre national du Mérite, chevalier de l'ordre du mérite agricole et décoré de la médaille de la défense nationale.